# Solomon Mamaloni
Solomon Suna'one Mamaloni, né en janvier 1943 dans le village de Rumahui sur l'île de Makira et mort le 11 janvier 2000 à Honiara,, est un homme d'État salomonais, trois fois Premier ministre. L'une des principales figures politiques des îles Salomon au moment de l'indépendance en 1978, il devient par la suite une figure très controversée. Fortement soupçonné de corruption, il laisse à sa mort un bilan globalement négatif.

## Débuts (ère coloniale)
Durant l'ère de la colonisation britannique, son père Jaash Stephanus Suna'one est engagé dans la vie politique coloniale, député pour Makira au Conseil législatif de 1960 à 1962 et un temps président du Conseil de Makira. Solomon est éduqué dans les écoles de la colonie, puis de 1964 à 1966 complète son éducation au Te Aute  College en Nouvelle-Zélande - l'école qui forme traditionnellement l'élite maori dans ce pays. En Nouvelle-Zélande, il s'intéresse aux idées du crédit social, qui continuent à l'inspirer par la suite. À partir de 1966 il travaille dans l'administration coloniale aux Salomon, et notamment dans l'administration du Conseil législatif,.
En 1970 il est élu au Conseil gouvernemental de la colonie. Le Royaume-Uni prépare alors petit à petit la colonie à l'indépendance, et Mamaloni visite le Royaume-Uni, l'île Maurice et les Seychelles « pour y étudier les développements constitutionnels ». En 1973, il fonde le Parti progressiste populaire. Devenu député à l'Assemblée législative en 1974, il est élu Chief Minister (ministre-en-chef) par ses pairs le 27 août. Il est le premier titulaire de ce poste, et forme un gouvernement. En novembre 1975, ses ministres et lui démissionnent, accusés de corruption, mais conservent la confiance des députés et sont immédiatement reconduits à la tête de la colonie. Il mène les négociations avec les Britanniques pour la transition à l'indépendance, acquérant pour son pays un statut officiel d'autonomie en 1976. « Brillant orateur », il aime à s'exprimer en pijin, la langue véhiculaire du pays,.

## Premier mandat (1981-1984)
En juin 1976, Peter Kenilorea lui succède à la tête du gouvernement. Mamaloni démissionne de son siège de député en janvier 1977. C'est donc Kenilorea qui, le 7 juillet 1978, est le premier Premier ministre des îles Salomon indépendantes. Retrouvant un siège au Parlement aux élections législatives d'août 1980, Mamaloni devient chef de l'opposition officielle, à la tête d'un parti élargi, devenu l'Alliance populaire. Il parvient à rassembler une majorité de députés pour former un gouvernement de coalation et devenir Premier ministre en août 1981. Il engage une politique de décentralisation des pouvoirs, établissant les gouvernements provinciaux autonomes, l'un de ses principaux succès. Il crée également la Banque centrale, et dote son pays d'une compagnie aérienne. Sur le plan international, il met l'accent sur la coopération entre pays mélanésiens, et participe aux premiers fondements du Groupe mélanésien Fer de lance. Son style inconstant et imprévisible trouble néanmoins les électeurs, qui aux élections législatives de 1984 confient à nouveau le pouvoir à Peter Kenilorea,.

## Deuxième mandat (1989-1993)
Les élections de 1989 sont au contraire un franc succès pour Mamaloni. Son Parti de l'alliance populaire remporte vingt-et-un sièges sur trente-sept, lui permettant de gouverner seul, sans coalition - un fait rare. Il promet d'accentuer sa politique de décentralisation en instaurant un réel État fédéral, mais cette promesse est vite oubliée, générant de forts mécontentements. Il préconise l'instauration d'une république, mais ne parvient pas à imposer cette idée ; les Salomon restent donc un royaume du Commonwealth, reconnaissant symboliquement la reine Élisabeth II comme chef de l'État,. C'est par ailleurs durant ce second mandat que Mamaloni devient une figure particulièrement controversée. Ses relations se brouillent avec la Papouasie-Nouvelle-Guinée voisine : il exprime sa sympathie pour le mouvement séparatiste sur l'île de Bougainville, sous souveraineté papou-néo-guinéenne mais culturellement et géographiquement proche des Salomon. Le gouvernement Mamaloni permet aux rebelles de se réapprovisionner en terres salomonaises. Sous les gouvernements de Rabbie Namaliu puis de Paias Wingti, les forces armées papou-néo-guinéennes effectuent plusieurs incursions en terres salomonaises en 1992 et en 1993, tuant deux civils salomonais lors d'une incursion en mars 1992. En 1993, les forces de sécurité des deux pays échangent des coups de feu. Mamaloni exige des excuses, qu'il obtient lorsque Julius Chan devient Premier ministre de Papouasie-Nouvelle-Guinée en 1994,.
Sur le plan de la politique intérieure, les principales ressources de l'État proviennent de l'industrie du bois. Mamaloni encourage une déforestation à large échelle, ignorant les critiques. Il ignore également la Banque centrale, qui recommande des réformes structurelles pour une économie plus soutenable sur le long terme. Il « politise le service public » à son avantage, et instaure des fonds discrétionnaires pour les élus, échappant à tout contrôle. Il est accusé de corruption, de fraude et de mauvaise gestion, y compris par les dirigeants de son propre parti, et par ses propres ministres, qui se désolidarisent de lui. Il parvient à conserver un temps le pouvoir en quittant son parti, en limogeant cinq ministres et en les remplaçant par des députés issus de l'opposition. Pour les élections législatives de 1993 il fonde un mouvement politique appelé « Groupe pour l'unité nationale et la réconciliation », mais les citoyens ne le soutiennent plus. Francis Billy Hilly lui succède à la tête du gouvernement.

## Troisième mandat (1994-1997)
Pour autant, Hilly ne parvient pas à conserver la confiance d'une majorité stable au Parlement. En novembre 1994, une majorité de députés se tournent à nouveau vers Mamaloni, et il devient Premier ministre une nouvelle fois. Un rapport secret du gouvernement australien estime que Mamaloni a « acheté les soutiens nécessaires, avec l'aide d'intérêts malaysiens de l'industrie du bois », pour faire renverser le gouvernement réformateur et progressiste de Hilly. Mamaloni relance une exploitation massive des ressources forestières, que Hilly avait suspendu. Il accorde de généreuses exonérations fiscales, notamment après s'être accordé le poste de ministre des Finances en 1996. La corruption de l'État prend, à ce stade, des proportions endémiques. Lâché une nouvelle fois par une partie de son propre gouvernement, il conserve le pouvoir en distribuant des ministères et « autres postes de gouvernement lucratifs » aux députés qui acceptent de le soutenir. Il suscite des moqueries en ordonnant à la police de creuser les terres à Tulagi pour y chercher de l'or prétendument enterré par les Japonais durant la Seconde Guerre mondiale.
Sur le plan de la politique étrangère, il suscite également des critiques. Peu enclin à voyager, il participe néanmoins à la réunion des chefs de gouvernement du Commonwealth à Auckland en 1995. Les États membres s'y accordent pour suspendre la participation du Nigeria au Commonwealth des Nations, les autorités militaires nigérianes ayant exécuté des dissidents politiques après une parodie de procès. Votant au nom de son pays, Mamaloni fait des Salomon l'un des deux seuls pays membres, avec la Gambie, à s'opposer à la suspension du Nigeria.

## Décès et héritage
Il perd les élections législatives d'août 1997, et perd ainsi le pouvoir pour la dernière fois. Pour autant, selon l’Encyclopédie historique des îles Salomon, il « continue à être une force de déstabilisation politique » depuis les bancs de l'opposition. Il demeure chef de l'opposition officielle jusqu'à sa mort. En janvier 2000, il est hospitalisé pour des problèmes de rein, « exacerbés par le diabète et la goutte ». S'étant toujours proclamé un « homme du peuple », il insiste pour être soigné dans une salle publique de l'hôpital. Il y décède le 11 janvier, à l'âge de 57 ans. Malgré les accusations de corruption à son encontre, il meurt dans une relative pauvreté,.
Il laisse en héritage durable une dépendance excessive des Salomon sur l'industrie du bois, des habitudes de corruption au sommet de l'État et dans le service public, et la possibilité légale pour les élus de dépenser sans contrôle une certaine somme de fonds publics. Pour autant, nombre de Salomonais le perçoivent aussi comme l'un des architectes de la nation, ayant contribué à mener le pays à l'indépendance durant l'ère coloniale,.